# Jacura (paroisse civile)
Pour les articles homonymes, voir Jacura.
Jacura est l'une des trois paroisses civiles de la municipalité de Jacura dans l'État de Falcón au Venezuela. Sa capitale est Jacura, chef-lieu de la municipalité.

## Géographie

### Démographie
Hormis sa capitale Jacura, également chef-lieu de la municipalité, la paroisse civile abrite un grand nombre de localités, dont :
- Buena Vista
- Camururia
- El Cardoncito
- El Mene del Río
- El Juso
- El Piojo
- Guamure
- Guayabal
- Jacura
- La Garza
- La Loma
- La Tabla
- La Vaca
- Marcillal de la Costa
- Marcillal de la Vaca
- Marsillalito
- Palo Quemado
- Píritu de Jacura
- Piritupano
- Pueblo Nuevo
- Queparo
- Rinconcito
- San Nicolás
- Togogo